# Jezioro Długie (Zabory)
Jezioro Długie (kaszb. Dłudżé Jezoro) – przepływowe jezioro wytopiskowe położone na Równinie Charzykowskiej na obszarze Zaborskiego Parku Krajobrazowego i gminy Lipnica o powierzchni 25,5 ha). Jezioro znajduje się na szlaku wodnym rzeki Zbrzycy poprzez którą łączy się z sąsiednimi jeziorami (Parszczenica i Księże).